# Angry Birds Epic
Angry Birds Epic este un joc video care este a noua tranșă din seria Angry Birds, dezvoltată de Chimera Entertainment și publicată de Rovio Entertainment. Jocul a fost anunțat în 12 martie 2014. Jocul a fost lansat mai întâi în Australia, Noua Zeelandă și Canada pe 17 martie pentru App Store, și a fost lansat pentru toată lumea în 12 iunie 2014.

## Detaliile jocului
Povestea începe cu Red, jucătorul, încercând să recupereze ouăle furate de porci. Cu cât jucătorul progresează, cu atât apar păsări noi din universul Angry Birds care se adaugă în joc, inclusiv Chuck, Matilda, Bomb și The Blues (Jay, Jim și Jake). Personajele sunt limitate când se aleg trei păsări din tot stolul - și câteodată și mai puține - în diferite bătălii împotriva porcilor.
Angry Birds Epic este setat pe fantastica Insulă Piggy, cu personajele sale care locuiesc în universul Angry Birds existent.

Logo-ul de la Angry Birds Epic